# (2377) Shcheglov
(2377) Shcheglov (1978 QT1) – planetoida z pasa głównego asteroid okrążająca Słońce w ciągu 4,89 lat w średniej odległości 2,88 au. Odkryta 31 sierpnia 1978 roku.